# Janez Kocmur
Janez Kocmur, slovenski plavalec, * 2. september 1937, Maribor, † april 2022.
Kocmur je za Jugoslavijo nastopil na Poletnih olimpijskih igrah 1960 v Rimu, kjer je na 100 m in v štafeti 4 X 100 m izpadel v prvem krogu.